# Kirchspiel Winterscheid

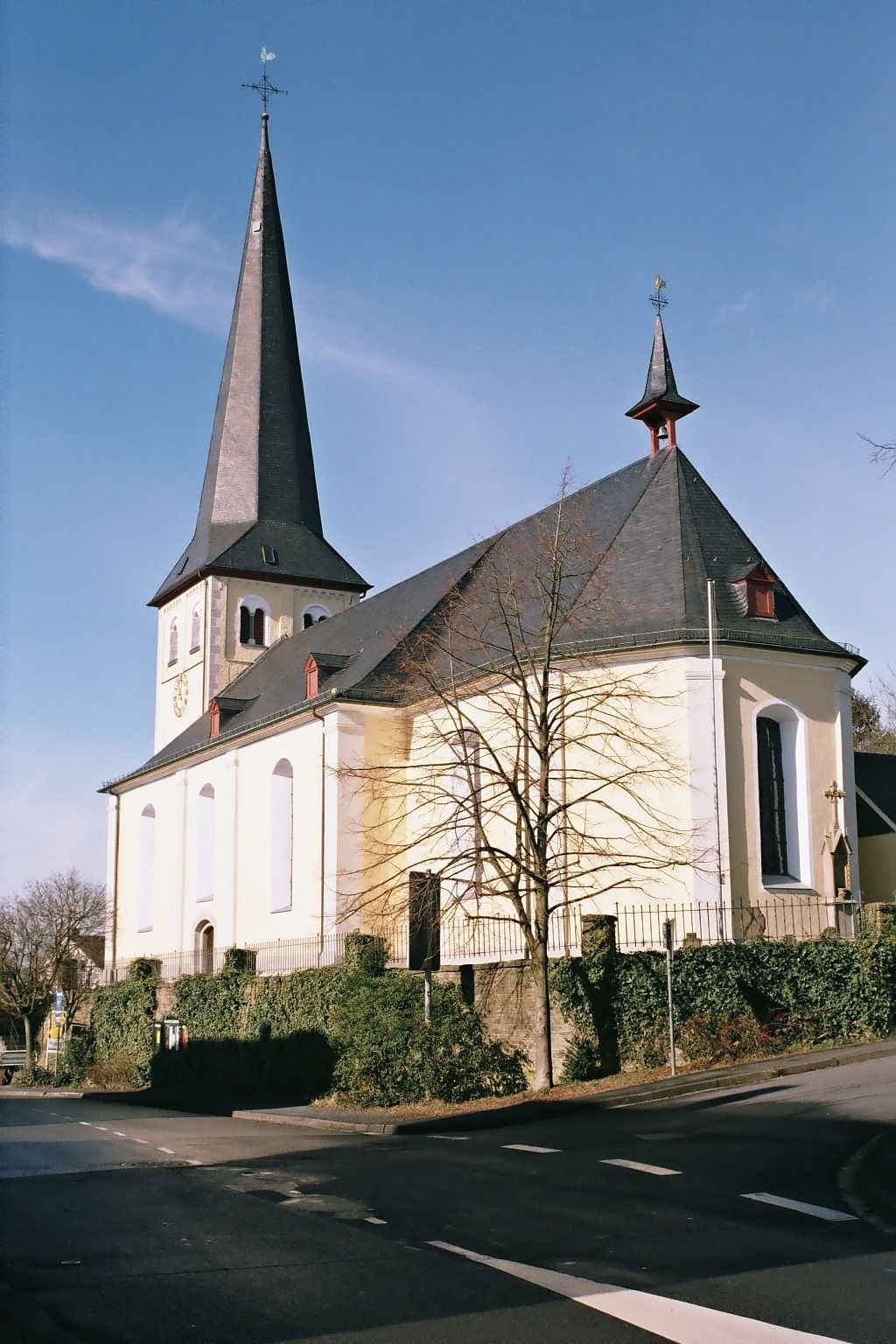
St. Servatius

Das Kirchspiel Winterscheid im Bergischen Land umfasste die drei Honschaften Winterscheid, Bröl und Derenbach. Es wurde am 25. Februar 1299 erstmals urkundlich benannt. 1712 lebten hier 1003 Menschen in 213 Haushalten. 1817 waren es 1.318 Einwohner.
Zur Winterscheider Honschaft gehörten Gut Bettringen, Bruch, Höfferhof, Ingersau, Ingersauelerhof, Schreckenberg und Winterscheiderbröl.
Zur Bröler Honschaft gehörten Brölerhof, Beiert, Beiertshof, Broscheid, Büchel, Felderhof, Burg Herrnstein, Hoffscheid, Hoffstatt, Loch, Oberbüchel, Reiferscheid, Sieferhof, Thilhove, Tüschenhohn und Wilkeroth.
Die Derenbacher Honschaft umfasste die Orte Bechlingen, Gut Bettringen, Derenbach, Derenbacherhof, Felderhoferbrücke, Fußhollen, Hatterbach, Hatterscheid, Haus Bröleck, Heckhausen, Holenfeld, Honscheid, Litterscheid, Roggenbach, Schmitzdörfgen, Stockum, Neuenhof, Winterscheidermühle und Tanneck.

## Kapellen
- Agathakapelle in Winterscheid
- Petruskapelle in Winterscheid
- Wendelinuskapelle in Winterscheid
- Dreifaltigkeitskapelle in Fußhollen
- Kapelle zu Ehren der Mutter Gottes und der heiligen Agatha in Honscheid
- Laurentiuskapelle in Beiert
- Kapelle in Bröleck
- Leakapelle in Neuenhof
- Hauskapelle Burg Herrnstein

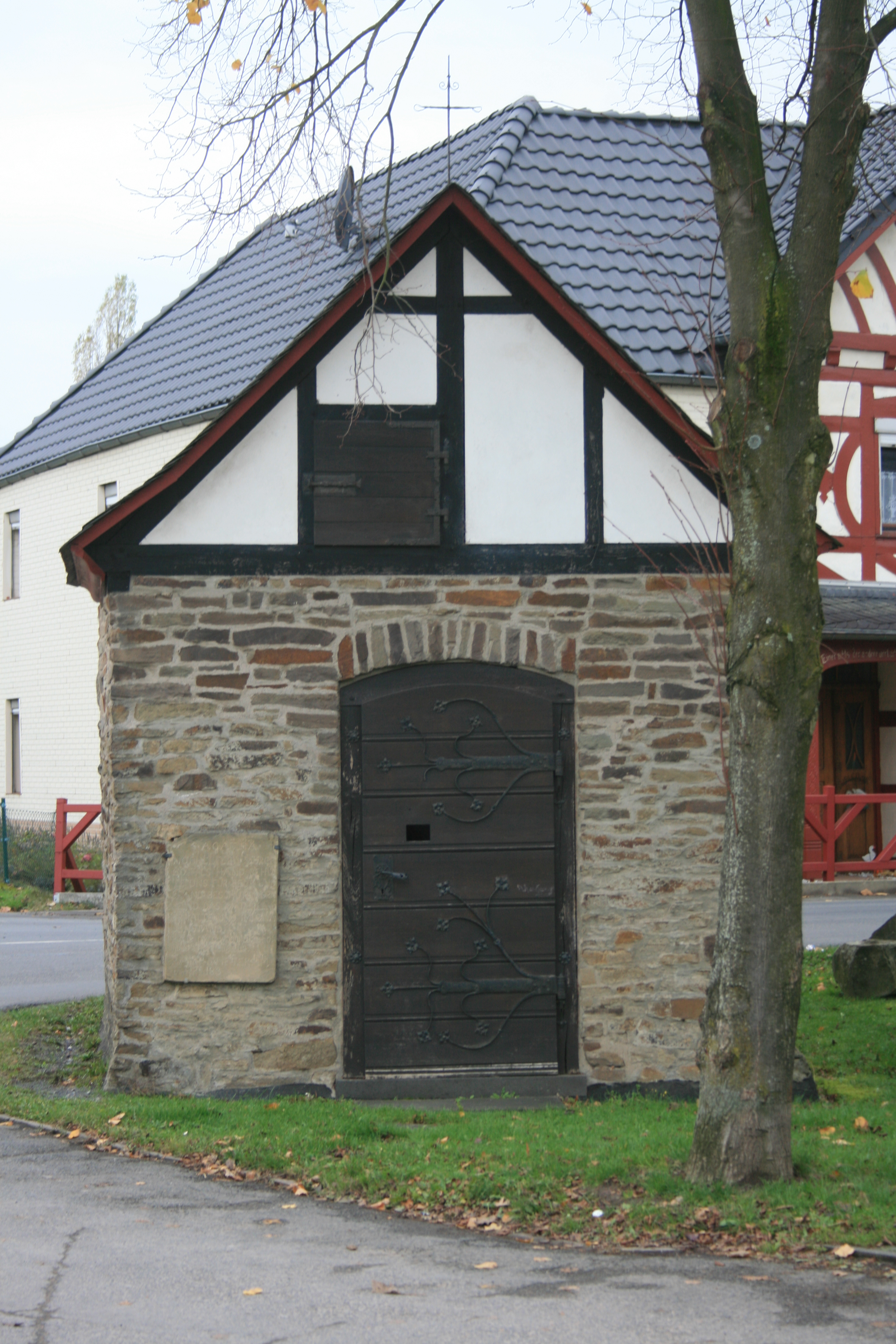
Agathakapelle Ringstraße/Wendelinusstraße
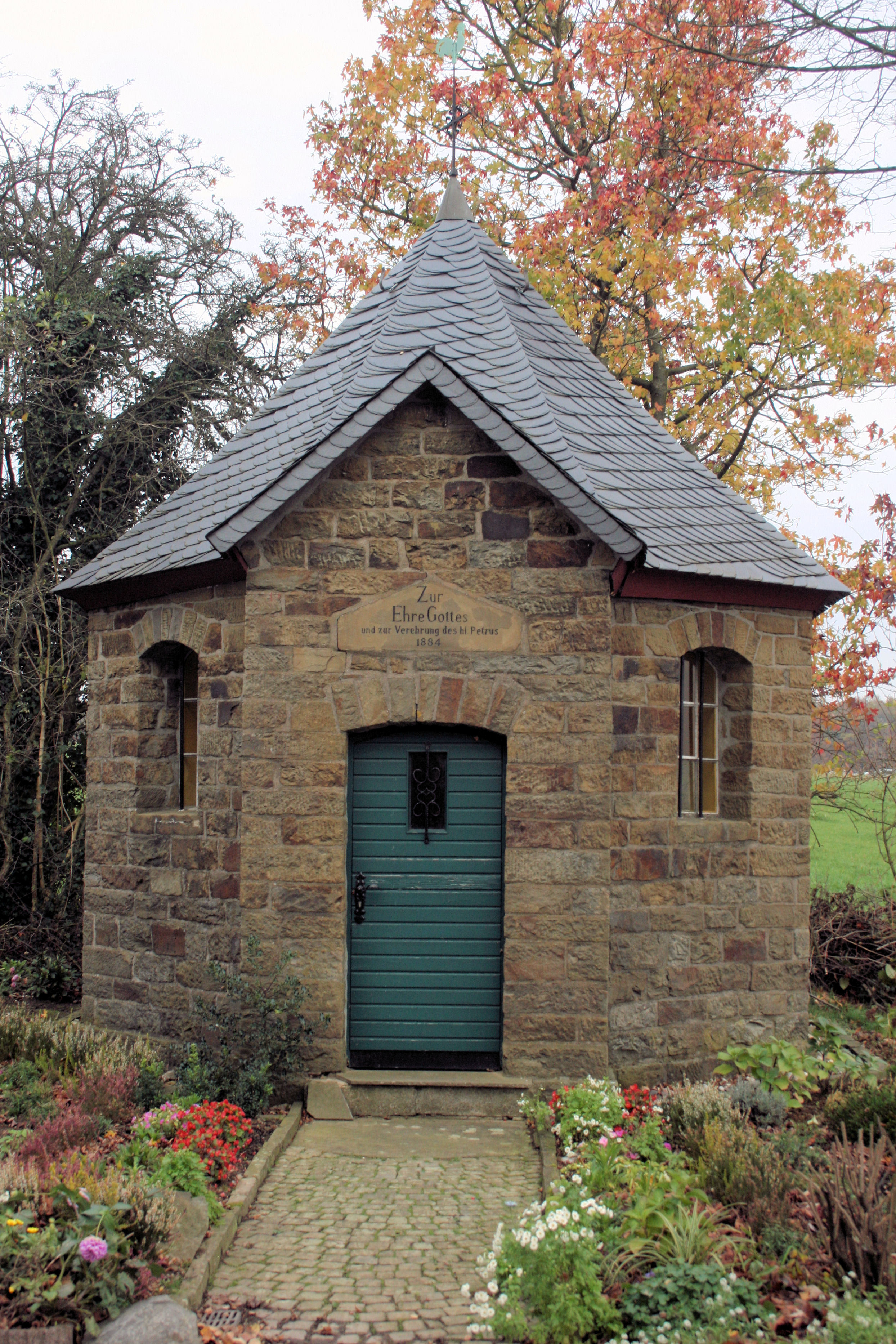
Petruskapelle am Ortseingang Winterscheid
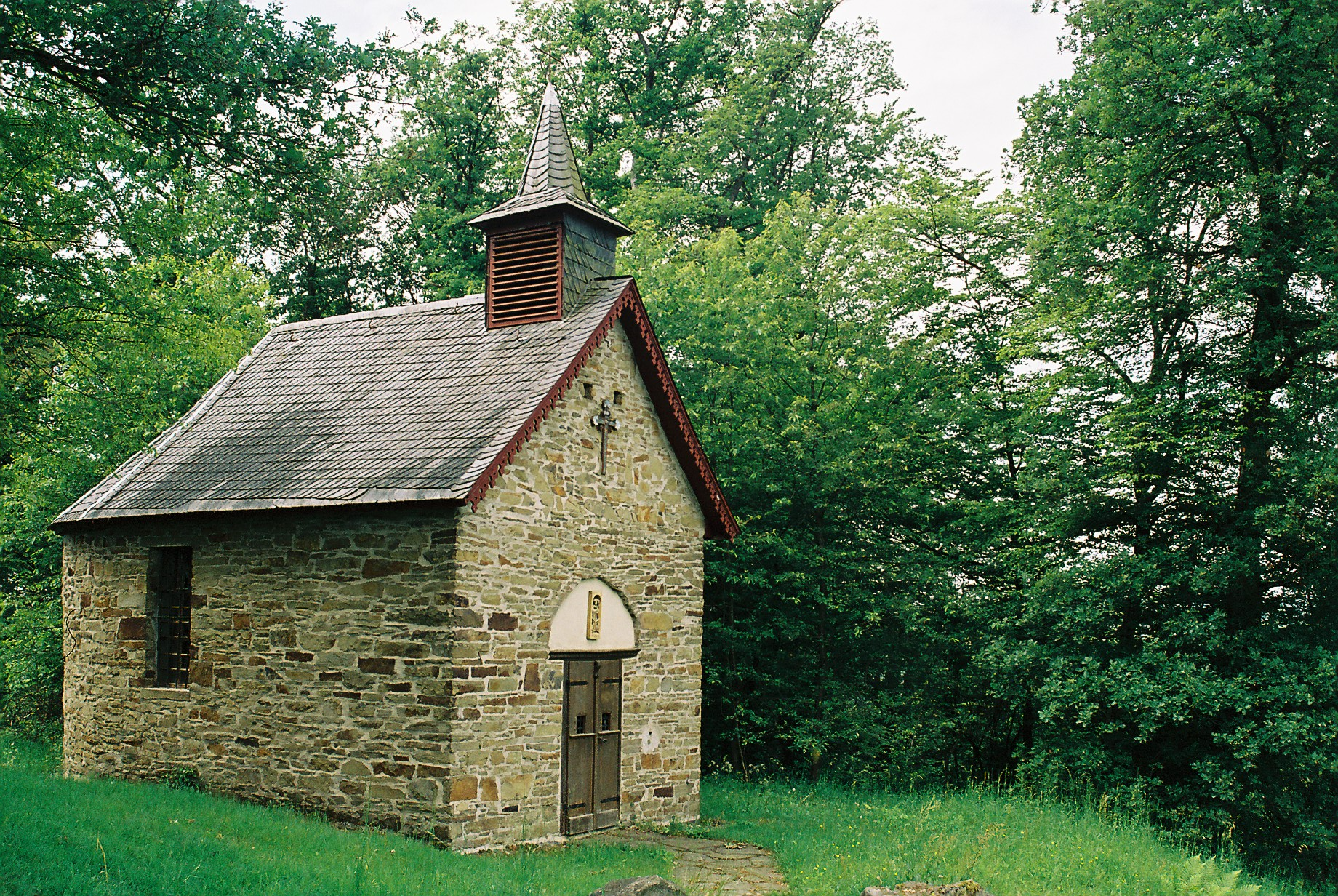
Wendelinuskapelle
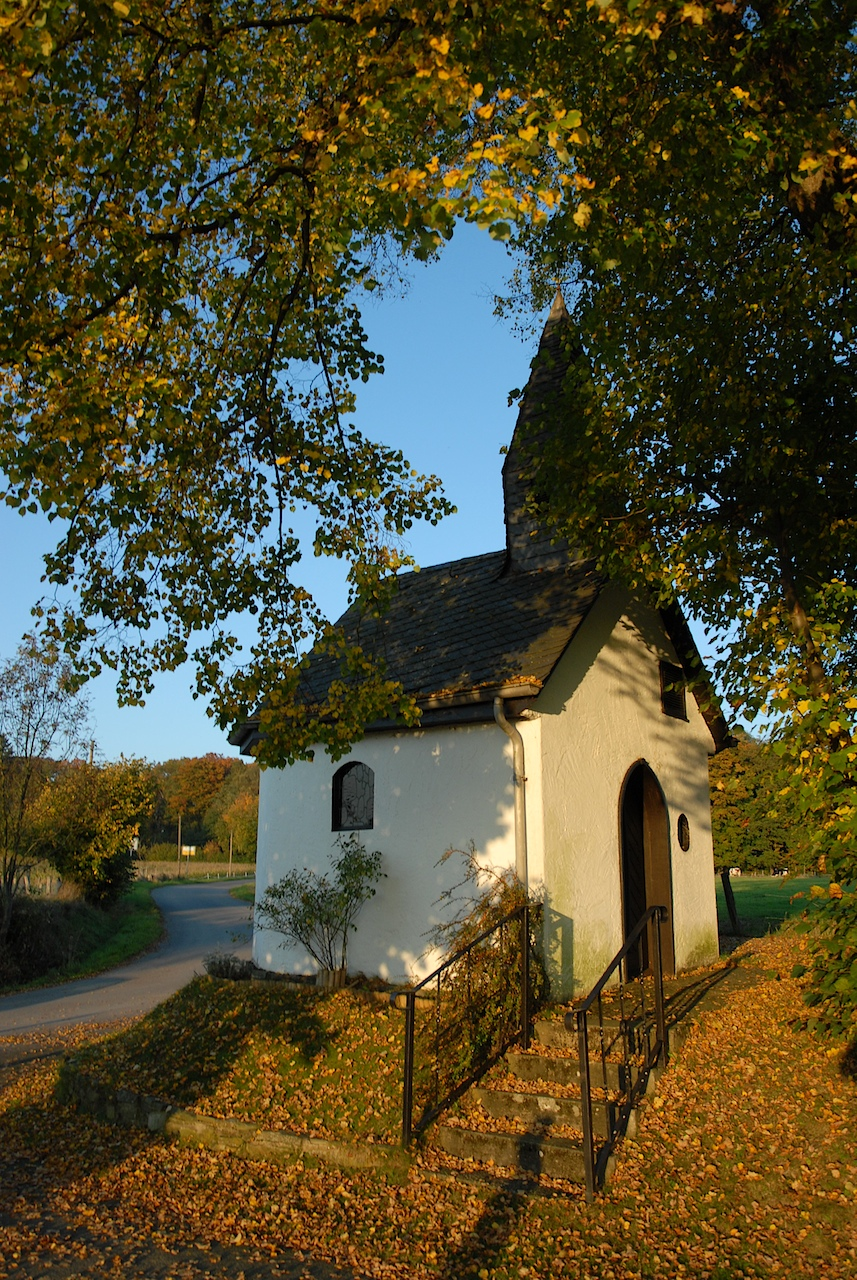
Laurentiuskapelle Beiert